# Ardisia deminuta
Ardisia deminuta är en viveväxtart som beskrevs av C.L. Lundell. Ardisia deminuta ingår i släktet Ardisia och familjen viveväxter. Inga underarter finns listade i Catalogue of Life.